# Molophilus kotenkoi
Molophilus kotenkoi là một loài ruồi trong họ Limoniidae. Chúng phân bố ở miền Cổ bắc.